# Schnüerliweg

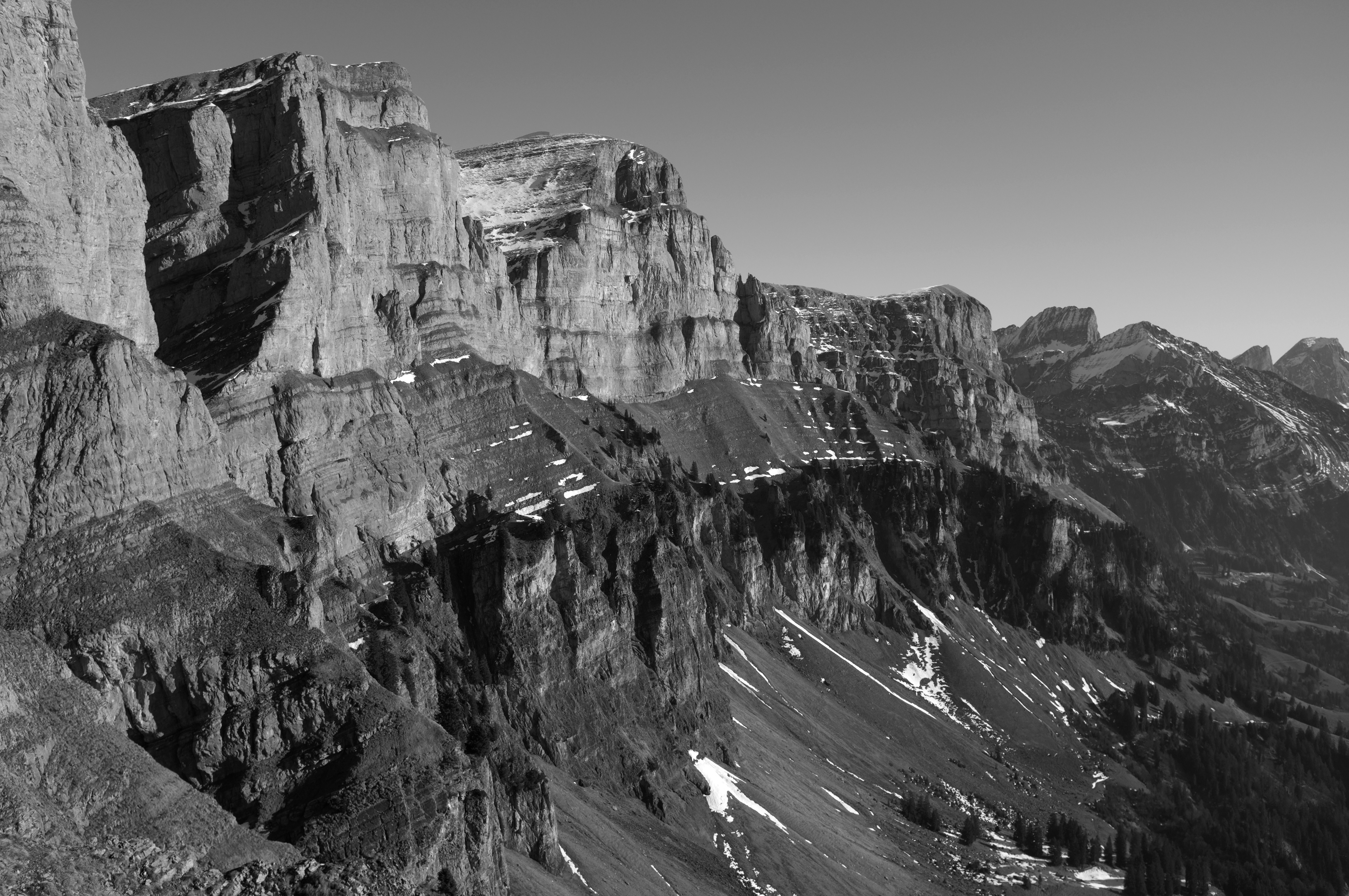
Die Churfirsten-Südwand mit Scheibenstoll (links) und Hinterrugg (Bildmitte) – der Schnürliweg verläuft unterhalb der senkrechten Felswände des Gipfelaufbaus der beiden Bergspitzen.

Der Schnüerliweg (schweizerdeutsches Diminutiv von «Schnur») ist ein Gebirgspfad im Schweizer Kanton St. Gallen in der Südwand der Churfirsten. Er verläuft auf rund 1900 m über Gras- und Felsbänder durch die Felswände unterhalb der Gipfel von Schibenstoll (2235 m) und Hinterrugg (2306 m).
Der Weg ist aus Sicherheitsgründen nicht in der offiziellen Landeskarte eingezeichnet, aber bei den Einstiegen markiert und stellenweise mit Drahtseilen gesichert. Der fast waagrechte Schnüerliweg mit dem Schwierigkeitsgrad T5 liegt 1500 Meter über dem Walensee im Gebiet der Gemeinde Walenstadt. Er eignet sich nur für schwindelfreie und trittsichere Berggänger. Einstiege sind beim Valsloch unterhalb des Gipfels des Chäserruggs (2261 m) im Osten und die Stollenfurgge (1958 m) zwischen Zuestoll (2234 m) und Schibenstoll im Westen. 